# Џунџи Кавано
Џунџи Кавано (јап. 川野 淳次; 11. јул 1945) бивши је јапански фудбалер.

## Каријера
Током каријере је играо за Тојо.

## Репрезентација
За репрезентацију Јапана дебитовао је 1968. године. За тај тим је одиграо 2 утакмице.

## Статистика
| Јапан  | Јапан   | Јапан  |
| Година | Наступи | Голови |
| ------ | ------- | ------ |
| 1968.  | 1       | 0      |
| 1969.  | 1       | 0      |
| Укупно | 2       | 0      |